# Kevinn Pinkney
Kevinn Lamar Pinkney (ur. 10 października 1983 w Colton) – amerykański koszykarz, występujący na pozycjach silnego skrzydłowego oraz środkowego.
W 2006 zaliczył obóz szkoleniowy z Washington Wizards. Przez cztery lata występował też w letniej lidze NBA (2006 – Portland Trail Blazers, 2007 – Washington Wizards, 2008 – Atlanta Hawks, 2009, – Los Angeles Clippers). W 2007 rozegrał sześć spotkań sezonu regularnego w barwach Boston Celtics.
W sezonie 2005/2006 rozegrał 18 spotkań z BOT Turowem Zgorzelec.
1 grudnia 2017 został zawodnikiem BM Slam Stali Ostrów Wielkopolski. 27 lutego 2018 podpisał umowę z argentyńskim Aerochaco Boca Juniors Capital Feder.

## Osiągnięcia
Na podstawie, o ile nie zaznaczono inaczej.
NCAA
- Uczestnik rozgrywek:
  - Sweet 16 turnieju NCAA (2004)
  - II rundy turnieju NCAA (20014, 2005)
- Mistrz:
  - turnieju konferencji Western Athletic (WAC –2004)
  - sezonu regularnego WAC (2004, 2005)
- Zaliczony do:
  - I składu defensywnego WAC (2005)
  - II składu WAC (2005)

Drużynowe
- Mistrz II ligi tureckiej (2013)
- Brąz ligi izraelskiej (2010)
- Zdobywca pucharu:
  - ligi izraelskiej (2009)
  - Słowenii (2011)
- Finalista Superpucharu Słowenii (2010)

Indywidualne
- MVP meczu gwiazd ligi słoweńskiej (2010/2011)
- Uczestnik meczu gwiazd:
  - D-League (2007)
  - ligi słoweńskiej (2010/2011)
- Zaliczony do II składu D-League (2007)
- Zwycięzca konkursu rzutów za 3 ligi słoweńskiej (2011)
- Zawodnik tygodnia D-League (26.02.2007)